# Theridion rubiginosum
Theridion rubiginosum là một loài nhện trong họ Theridiidae.
Loài này thuộc chi Theridion. Theridion rubiginosum được Eugen von Keyserling miêu tả năm 1884.